# Большаков, Олег Георгиевич
Оле́г Гео́ргиевич Большако́в (3 июня 1929, Тверь — 20 апреля 2020, Санкт-Петербург) — советский и российский историк, востоковед-арабист, археолог и исламовед, главный научный сотрудник ИВР РАН. Доктор исторических наук (1974), профессор (1992), заслуженный деятель науки РФ (1997), лауреат Государственной премии РФ (2002).

## Биография
В 1946 году поступил на арабское отделение восточного факультета Ленинградского государственного университета, в 1951 году окончил его по специальности «история арабских стран» и был зачислен в аспирантуру Государственного Эрмитажа. После второго курса работал в Пенджикентском отряде Согдийско-таджикской археологической экспедиции АН.
13 ноября 1954 года защитил кандидатскую диссертацию «Поливная керамика Мавераннахра VIII—XII вв. как историко-культурный памятник», в которой впервые провёл стилистическую и хронологическую систематизацию соответствующего материала. Он также прочитал считавшиеся непонятными арабские афористические надписи.
С декабря 1954 года работал старшим научным сотрудником Отдела Востока Государственного Эрмитажа, а с декабря 1956 — младшим научным сотрудником Сектора археологии Средней Азии и Кавказа Института истории материальной культуры.
Участвовал в раскопках раннесредневекового Пенджикента. Зимой 1961—62 и 1962—63 гг. он участвовал в работах Советской Нубийской археологической экспедиции. Большаков также был участником Советской археологической экспедиции в Ираке.
С октября 1966 года работал в Арабском кабинете Ленинградского отделения Института народов Азии (Института востоковедения) АН СССР.
В июне 1974 года защитил диссертацию на соискание ученой степени доктора исторических наук «Город Средней Азии в конце VIII — начале XIII вв.».
С августа 1986 года — ведущий научный сотрудник, с мая 1996 года — главный научный сотрудник. С 19 октября 1992 года — профессор.
Сын Андрей (род. 1958) — египтолог, профессор СПбГУ.

## Основные работы
Является автором книг по истории Арабского халифата, ислама и т. д.
- Ислам и изобразительное искусство // Труды Гос. Эрмитажа, т. X, 1969, 142—153.
- Путешествие Абу Хамида ал-Гарнати в Восточную и Центральную Европу (1131—1153 гг.). Публикация О. Г. Большакова и А. Л. Монгайта. М., 1971, 5-83, 131—134. (Перевод на венгерский яз. Будапешт, 1985, 11-91).
- Хронология восстания Муканны / История и культура народов Средней Азии, М., 1976, 90-98.
- Бухара времени Ибн Сины / Письменные памятники и проблемы культуры Востока. Ч. III, 1981, 6-24
- Суеверия и мошенничества в Багдаде XIII в. // Ислам: Религия, общество, государство. Сборник статей. / Отв. ред. П. А. Грязневич и С. М. Прозоров. М.: Наука, ГРВЛ, 1984, 144—148.
- Большаков О. Г. История халифата :  [рус.] : в 4 т.. — 2-е издание. — М. : ГРВЛ, 2000. — Т. I : Ислам в Аравии 570—633. — 310 с. — ISBN 5-020-16552-2. — OCLC 21524828.
- ал-‘Аббасийун (или бану ал-‘Аббас) [Большаков О. Г.] // Ислам. Энциклопедический словарь / отв. ред. С. М. Прозоров. М.: Наука. ГРВЛ, 1991.
- Большаков О. Г. История халифата :  [рус.] : в 4 т.. — 2-е издание. — М. : ГРВЛ, 2002. — Т. II : Эпоха великих завоеваний 633—656. — 294 с. — ISBN 978-50-201-6552-6. — OCLC 21524828.
- The Petersburg Manuscript of Hariri’s «Maqamat» and its Place in the History of the Arab Painting // Manuscripta Orientalia. Vol. 3, No 4, December 1997. P. 59-66
- Большаков О. Г. История халифата :  [рус.] : в 4 т.. — 2-е издание. — М. : ГРВЛ, 1998. — Т. III : Между двух гражданских войн 656—696. — 384 с. — ISBN 978-50-203-6415-8. — OCLC 21524828.
- Средневековый город Ближнего Востока VII-середина XIII в. Социально-экономические отношения. М., 1984. 344 с. 2-е изд., испр. и доп. М., 2001.
- История Халифата [2 тома]. СПб.: Гуманистика, 2006. 600 с.
- Большаков О. Г. История халифата :  [рус.] : в 4 т.. — 2-е издание. — М. : ГРВЛ, 2010. — Т. IV : Апогей и падение Арабского халифата 695—750. — 367 с. — ISBN 5-020-36415-0. — OCLC 21524828.
- Большаков О. Г. Рождение и развитие ислама и мусульманской империи. VII—VIII вв / Редактор А. О. Большаков. Корректор А. М. Васильев. — М.: Русский фонд развития образования и науки, 2016. — 672 с. — 2000 экз. — ISBN 978-5-91244-168-4.

- Миниатюры петербургской рукописи «Макам» ал-Харири / Науч. ред. А. О. Большаков. СПб.: Славия, 2018. 256 с., 177 илл. ISBN 978-5-9501-0279-0

## Награды и звания
- С 17 ноября 1997 года — «Заслуженный деятель науки Российской Федерации».
- 5 августа 2002 г. стал лауреатом Государственной премии РФ в области науки и техники за цикл трудов «Социально-экономические отношения раннесредневекового Ближнего Востока и история раннего ислама»[1].